# Pseudeuclea
Pseudeuclea är ett släkte av skalbaggar. Pseudeuclea ingår i familjen långhorningar.
Kladogram enligt Catalogue of Life:
| Pseudeuclea | \| \| Pseudeuclea cribrosa \| \| \| \| \| \| Pseudeuclea roseolata \| \| \| \| |
|             | \| \| Pseudeuclea cribrosa \| \| \| \| \| \| Pseudeuclea roseolata \| \| \| \| |
|             | Pseudeuclea cribrosa                                                           |
|             |                                                                                |
|             | Pseudeuclea roseolata                                                          |
|             |                                                                                |